# Пшепюрська-Овчаренко Марія
Пшеп'ю́рська-Овчаре́нко Марі́я Андрі́ївна (19 червня 1909, с. Тарнавка, Переворського повіту, тепер Польща — 12 січня 1998, м. Чарльстон, США), — мовознавець і педагог школи Івана Зілинського, доктор філософії з 1945, професор з 1960 р.

## Біографія
Родом з Тарнавки (Переворського повіту).
Закінчила Ягеллонський університет у Кракові (1934). 1943—1945 рр. навчалась у Карловому університеті (Прага). У 1934—1939 учителювала (Перемишль, Львів); 1939—1941 викладала українську мову в педінституті та медінституті (Львів); 1943—1949 в українських гімназіях Чехословаччини. У 1949 переїхала до США. Викладала українську та інші слов'янські мови у різних університетах (Чикаго, Новому Орлеані, Чарльстоні, літніх курсах у Гарварді та Римі). Від 1960 року професор слов'янських мов в американських університетах (з 1964 року — в Східно-Іллінойському).
Дійсний член НТШ з 1952, дійсний член УВАН з 1988.

## Наукова діяльність
У Львівському відділі Інституту мовознавства працювала з 1940, зокрема у словниковому секторі над українсько-польським словником. Проводила польові дослідження надсянських говірок. Дослідження з діалектології, історії української літературної мови, культури української мови та літературознавства.

### Праці
Праці з української діалектології (зокрема монографія «Надсянський говір»), історії української літературної мови («Наголос Франкової поезії») та літератури (про Сергія Єфремова, Миколу Гоголя, Тодося Осьмачку), шкільні підручники («Золоті ворота»).
- «Надсянський говір» (1938);
- «На пограниччях надсянського говору» (1954);
- «Мова українців Надсяння» (1986);

статті з історії української мови, культури мови, українського літературознавства:
- «Іван Зілинський (1879—1952)» (1962);
- «Мова перекладу Нового Завіту Пилипа Морачевського» (1988);
- «Духовна криза Павла Тичини» (1978);
- «Чи новий етап русифікації?» (1980) та ін.